# Floß (Waldnaab)
Die Floß ist ein einschließlich ihrer Oberlauffolge etwa 26 km langer linker Nebenfluss der Waldnaab im Landkreis Neustadt an der Waldnaab. Ihre Oberlaufabschnitte auf dem Hauptstrang sind nacheinander das Aschbächl, der Rumpelbach und zuletzt der Gaisbach.

## Name
Der Fluss wurde ca. 1285 zum ersten Mal schriftlich genannt (aput Flozzam). Der Name hat seinen Ursprung im germanischen Verb *fleut-a- für 'fließen'.

## Geographie

### Flussverlauf

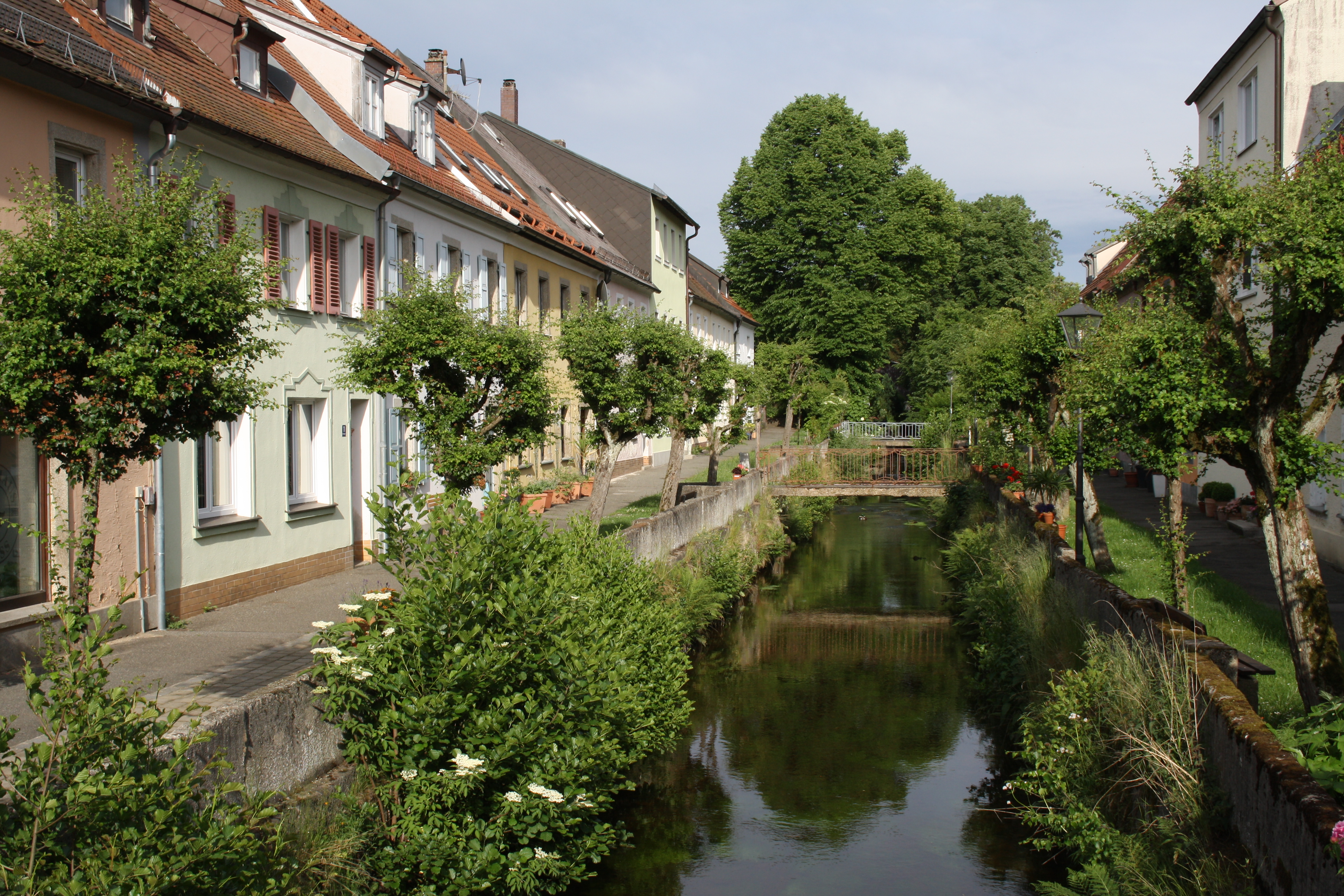
Die Floß in Floß

Der Floß genannte Gewässerabschnitt entsteht in Flossenbürg-Altenhammer durch den Zusammenfluss von rechtem Gaisbach und linkem Mühlbächl. Der rechte Oberlaufzweig ist stark dominant. Er beginnt 0,8 km nördlich der Burgruine Schellenberg auf etwa 800 m ü. NHN, wo nahe der Grenze zu Tschechien das Aschbächl entsteht. Ab dessen Zusammenfluss mit dem Kreuzsteinbächle heißt das Gewässer dann Rumpelbach. Es fließt noch unter diesem Namen in den Großen Gaisweiher ein und als Gaisbach wieder aus.
Im weiteren Verlauf durchfließt die Floß die Marktgemeinde Floß in hauptsächlich westlicher Richtung, nimmt bei Störnstein von links die Girnitz auf und mündet in Neustadt an der Waldnaab von links in die Waldnaab.
In Neustadt befindet sich am Flusskilometer 1,3 – auf der Höhe des Triebwerks der Firma Nachtmann Bleikristallwerke – eine 1996 eingerichtete Fischwanderhilfe. Die Gewässerqualität der Floß liegt in der Güteklasse II.

### Direkte Zuflüsse
Vom Zusammenfluss der Oberlaufstränge zur Mündung. Auswahl.
- Gaisbach (rechter Oberlauf)
- Mühlbächl (linker Oberlauf)
- Burgerbach (links)
- Gösener Bach (rechts)
- Hardtbach (links)
- Fallbach (linker Teilungslauf)
- Schwarzenbach (rechts)
- Zullberggraben (links)
- Girnitz (links)